# Piauí
Piauí là một bang nằm ở đông bắc Brasil.
Piauí là bang có đường bờ biển ngắn nhất với chỉ 66 km so với các bang tiếp giáp biển khác của Brasil. Thủ phủ bang, Teresina, là thủ phủ bang duy nhất ở vùng đông bắc nằm trong đất liền.
Bang này có Vườn quốc gia Serra da Capivara, là một di sản thế giới được UNESCO công nhận. Vườn quốc gia này có hơn 400 khu vực khảo cổ và là khu vực tập trung nhiều tranh đá nhất trên thế giới.

## Liên kết
| Tìm hiểu thêm về Piauí tại các dự án liên quan |                                   |
| Tìm kiếm Wiktionary                            | Từ điển từ Wiktionary             |
| Tìm kiếm Commons                               | Tập tin phương tiện từ Commons    |
| Tìm kiếm Wikinews                              | Tin tức từ Wikinews               |
| Tìm kiếm Wikiquote                             | Danh ngôn từ Wikiquote            |
| Tìm kiếm Wikisource                            | Văn kiện từ Wikisource            |
| Tìm kiếm Wikibooks                             | Tủ sách giáo khoa từ Wikibooks    |
| Tìm kiếm Wikiversity                           | Tài nguyên học tập từ Wikiversity |

- (tiếng Bồ Đào Nha) Official Website Lưu trữ ngày 6 tháng 11 năm 2007 tại Wayback Machine
- (tiếng Anh) Piaui Tourism Website Lưu trữ ngày 1 tháng 2 năm 2013 tại Wayback Machine
- (tiếng Anh) Brazilian Tourism Portal Lưu trữ ngày 12 tháng 12 năm 2007 tại Wayback Machine
- (tiếng Bồ Đào Nha) PiauiHP
- (tiếng Anh) List of cities in Brazil (all cities and municipalities)